# Софагасен
Софагасен — индийский правитель, известный возобновлением около 206 года до н. э. дружественного союза с государством Селевкидов.

По свидетельству Полибия, селевкидский царь Антиох III Великий во время своего восточного похода достиг Индии, где «возобновил дружественный союз с царём индийцев» Софагасеном. Это произошло, по оценке некоторых исследователей, в том числе советских учёных Г. М. Бонгард-Левина и Г. Ф. Ильина, в 206 году до н. э. Приобретя боевых слонов и продовольствие для своей армии, Антиох направился через Арахозию и Дрангиану в Карманию.
По вопросу идентификации Софагасена (по замечанию Г. Ф. Ильина и П. Космина, возможно искажённое subhagasena) в исторической науке были высказаны различные точки зрения. Было отвергнуто предположение, что софагасен — это титул одного из сыновей Ашоки. П. Эггермонт допустил возможность отождествления его с маурийским царём Сомашарманом, который упоминается в сочинениях древнеиндийской литературы «Бхагавата-пуране» и «Вишну-пуране». Маурийским правителем полагал Софагасена и британский эллинист У. Тарн. Индийский исследователь А. К. Нарайн считал Софагасена правителем Северо-Западной провинции. По мнению учёных В. М. Массона и В. А. Ромодина, он мог быть одним из независимых властителей Кабулистана. Востоковед Ю. В. Ганговский назвал Софагасена правителем в Гандхаре.
Как отметили Г. М. Бонгард-Левин и Г. Ф. Ильин, в любом случае очевидно, что Софагасен имел большое влияние в регионе, раз Антиох именно через него возобновил связи Селевкидов с Индией, которые были установлены ещё столетие назад Селевком I и Чандрагуптой. Но, по всей видимости, условия союза не были равноправными, так как Антиох, не только получил слонов и провиант, но и продолжил продвижение вглубь территорий, ранее принадлежащим Маурьям. Однако, по замечанию П. Космина, примечательно, что Антиох не пытался включить индийские земли в состав своей империи, что явно контрастирует с его предыдущими действиями во время восточного похода.